# سیارک ۵۴۵۸
سیارک ۵۴۵۸ (به انگلیسی: 5458 Aizman، نامگذاری:1980TB12) پنج هزار و چهارصد و پنجاه و هشتمین سیارک کشف شده‌است که در ۱۰ اکتبر ۱۹۸۰ کشف شد.
قدر مطلق سیارک برابر ۱۱٫۷۰ است.